# 기요카와역
기요카와역(일본어: 清川駅)은 일본 야마가타현 히가시타가와군 쇼나이정에 위치한 동일본 여객철도 리쿠우사이 선의 철도역이다. 단선 승강장 1면 1선의 구조를 갖춘 지상역이다.

## 이용 현황
| 승차 인원 추이 | 승차 인원 추이 |
| 연도           | 1일 평균       |
| -------------- | -------------- |
| 2000           | 81             |
| 2001           | 74             |
| 2002           | 79             |
| 2003           | 74             |
| 2004           | 74             |

## 역 주변
- 쇼나이 정청 기요카와 출장소
- 기요카와 하치로 기념관
- 마쓰야마 온천

## 역사
- 1914년 6월 14일 : 개업.
- 1987년 4월 1일 : 일본국유철도 분할 민영화에 의해, 동일본 여객철도가 승계.
- 1991년 3월 : CTC화에 의해, 무인화.
- 2000년 3월 : 현 역사 준공.
- 2004년 : 교환 시설 준공.

## 인접 역
| 동일본 여객철도 리쿠우사이 선 | 동일본 여객철도 리쿠우사이 선 | 동일본 여객철도 리쿠우사이 선   |
| ----------------------------- | ----------------------------- | ------------------------------- |
| 다카야 신조 방면              | ■ 리쿠우사이 선               | 가리카와 아마루메 · 사카타 방면 |